# Meizodon
Meizodon es un género de serpientes de la familia Colubridae. Sus especies se distribuyen por el África subsahariana.

## Especies
Se reconocen las siguientes:
- Meizodon coronatus (Schlegel, 1837)
- Meizodon krameri Schätti, 1985
- Meizodon plumbiceps (Boettger, 1893)
- Meizodon regularis Fischer, 1856
- Meizodon semiornatus (Peters, 1854)